# Ilona Koutny

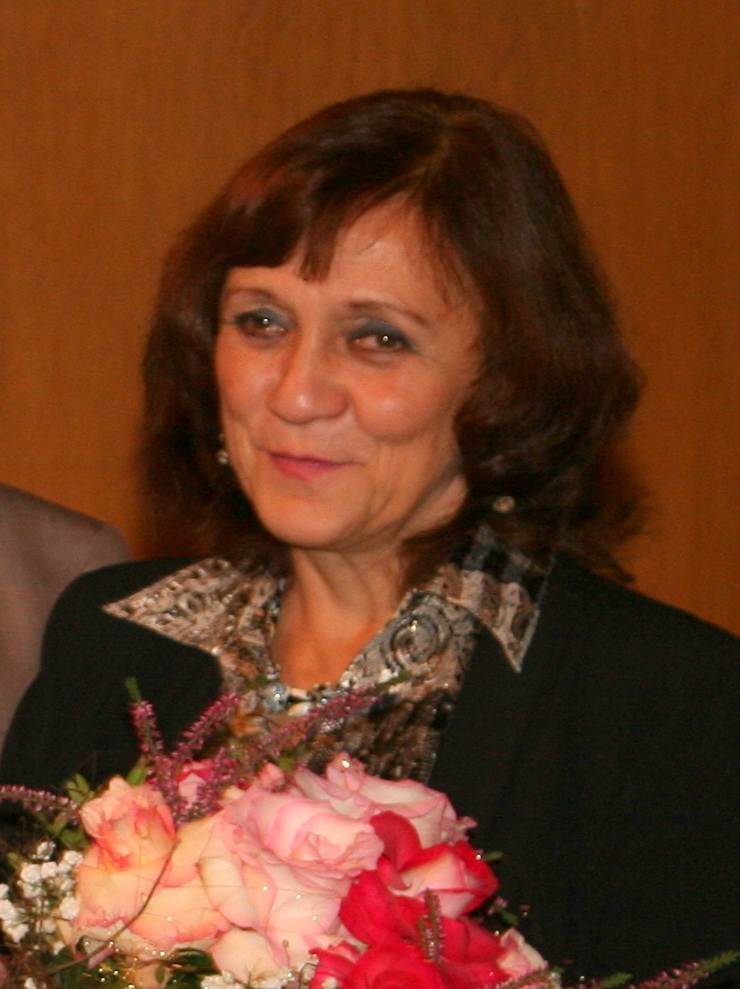
Ilona Koutny (2018)

Ilona Koutny (* 1. März 1953 in Budapest) ist eine ungarische Linguistin und Esperantistin. Im Jahr 2008 wurde sie von der Zeitung La Ondo de Esperanto als „Esperantistin des Jahres“ geehrt.

## Leben
Koutny studierte Sprachwissenschaft an der Budapester Eötvös-Loránd-Universität, wo sie auch promoviert wurde. Dort gab sie Sprachunterricht und entwickelte das System „ESPAROL“ für die Sprache Esperanto. Nach dem Tod von Professor István Szerdahelyi übernahm sie 1987 dessen Lehrstuhl für Esperanto und Linguistik an der Eötvös-Universität. Koutny lehrte auch Computerlinguistik.
Nach ihrem Umzug nach Polen habilitierte sie sich 2009 an der Adam-Mickiewicz-Universität Posen (UAM). Im folgenden Jahr übernahm sie den Lehrstuhl für Finnougristik und wurde 2011 Professorin. Sie unterrichtete dort ungarische Sprache und Linguistik am Linguistischen Institut der Mickiewicz-Universität in Poznań (PL), wo sie das Aufbaustudium für Interlinguistik begründete.
Koutny ist außerordentliche Professorin an der Internationalen Akademie der Wissenschaften San Marino (AIS; Esperanto Akademio Internacia de la Sciencoj), Mitglied von ILEI, CED. Mitglied der Akademio de Esperanto war sie von 1998 bis 2016.
Koutny hat mehrere Wörterbücher verfasst und ist Mitherausgeberin der polnischen Fachzeitschrift Język. Komunikacja. Informacja.
Ihr Ehemann Zbigniew Galor (1952–2017) war Hochschullehrer für Soziologie in Stettin, Esperantist und Präsident der polnischen Abteilung der AIS.